# Grande Santo Domingo
La Grande Santo Domingo (in spagnolo Gran Santo Domingo) è un'area metropolitana della Repubblica Dominicana formata dalla provincia di Santo Domingo insieme al Distrito Nacional che fino al 2001 costituivano un'unica entità politica, poi divisesi per questioni amministrative e urbanistiche.
L'area metropolitana comprende:
- Provincia di Santo Domingo
  - Santo Domingo Este
  - Santo Domingo Norte
  - Santo Domingo Oeste
  - Los Alcarrizos
  - Pedro Brand
  - San Antonio de Guerra
  - Boca Chica
- Distrito Nacional
  - Santo Domingo de Guzman

Santo Domingo De Guzman è la capitale della Repubblica Dominicana, racchiusa come unica città nel Distrito Nacional. Quando fu istituita la legge riguardo la nuova organizzazione territoriale, la provincia di Santo Domingo venne divisa dal Distrito Nacional racchiudendo la capitale nei confini attuali, portando di conseguenza alla nascita del termine "Grande Santo Domingo".